# Тонкинска резолюция
Тонкинската резолюция (официално на английски: Southeast Asia Resolution, Public Law 88 – 408 – Резолюция за Югоизточна Азия, Закон 88 – 408) е съвместна резолюция на Конгреса на САЩ, приета на 7 август 1964 г. в отговор на инцидентите в Тонкинския залив.
Тя е от историческо значение, защото дава на президента на САЩ Линдън Джонсън разрешение (без официално обявяване на война от Конгреса на САЩ) за използване на конвенционално оръжие в Югоизточна Азия. Конкретно резолюцията упълномощава Президента да предприеме необходимите мерки с оглед съблюдаване на „... всеки член или протокол от Договора за Колективна Отбрана на Югоизточна Азия...“, като това включва употреба на въоръжените сили. Само двама от сенаторите се противопоставят в Сената и гласуват против резолюцията – Уейн Морз, (демократ от Орегон) и Ърнест Грюнинг (демократ от Аляска). Сенатор Грюнинг възразява срещу „...изпращането на нашите американски момчета да се бият във война, в която нямаме никаква работа, която е предначертана със заблуда и която постоянно се ескалира“. Администрацията на президента Джонсън се нуждае от резолюцията, за да започне бързо ескалацията на американското военно участие в Южен Виетнам и започване на война срещу Северен Виетнам. С осигурените 416 гласа в Конгреса и 98 в Сената се дава зелена светлина за начало на военни действия.

## Предпоставки

### Военни стълкновения
По време на инцидента в залива американският ескадрен миноносец „Мадокс“ (Maddox), патрулира във водите на Тонкинския залив на 2 август 1964 г., когато (според официалните американски версии) бил нападнат от 3 северновиетнамски миноносеца от 135-а торпедна ескадрила. Миноносците се опитвали да влязат в ефективен диапазон до „Медакс“, за да изстрелят торпеда. „Мадокс“ изстрелва над 280 бр. 5-инчови снаряди и противникът отговаря на огъня с картечна стрелба. След това противниците се раздалечили, но 3-те виетнамски кораба са атакувани от 4 американски бомбардировача Ф-8 (F-8 Crusader) от самолетоносача „Тайкондерога“.
2 дни по-късно „Мадокс“ и „Търнър Джой“ (Turner Joy) докладват, че са отново под виетнамски обстрел. „Търнър Джой“ изстрелва 220 бр. 3-инчови и 5-инчови снаряда. Ханой отрича каквото и да било участие в инцидента. Вътрешни разследвания хвърлят сянка на съмнение върху истинността на докладите на „Мадокс“ и „Търнър Джой“. През 2005 г., след сваляне на секретността на документи на Агенцията за национална сигурност от периода, се разкрива, че докато „Мадокс“ действително е имал спречкване със северновиетнамската флота на 2 август, вероятно не е имало такъв инцидент на 4 август,.

### Намеса на изпълнителната власт
В разстояние на няколко часа от инцидента президентът Джонсън нарежда започването на ответни въздушни удари с операция „Прободна стрела“ (Пиърс Ероу) въз основа на действията на Северен Виетнам и обявява същата вечер в телевизионно обръщение към американската общественост, че американските военноморски сили са били атакувани. Джонсън иска одобрение на резолюция, „...изразяваща солидарността и решимостта на Съединените щати в подкрепа на свободата и за опазването на мира в Югоизточна Азия...“, и посочва, че резолюцията трябва да изрази подкрепа „...за всякакви необходими действия за защита на въоръжените ни сили...“, но повтаря предишните уверения, че „Съединените щати... не търсят разширяване на военния конфликт.“ Тъй като страната започва политическите кампании за избори през 1964 г. (в които Джонсън е кандидат за преизбиране), президентът настоява, че резолюцията ще помогне „враждебни нации... да разберат“, че Съединените щати са обединени в своята решимост „да продължат да защитават националните си интереси.“.

### Сенатско разглеждане
На 6 август министърът на отбраната (секретар по отбраната) на САЩ Робърт Макнамара свидетелства пред съвместно заседание на Сенатските комисия по външните работи и въоръжените сили. Той заявява, че „Мадокс“ е „...изпълнявал рутинна мисия от типа, осъществяван по цял свят и по всяко време...“, и отрича участие в нападенията, осъществени от южновиетнамски патрули над крайбрежните острови Хон Ме и Хон Нию в нощите на 30 и 31 юли. Обаче администрацията не разкрива, че нападенията, въпреки че са били отделно от мисията на „Мадокс“, са били част от програма за подмолни нападения срещу северновиетнамски инсталации, наречена „Оперативен план 34а“. Тези операции са провеждани от обучени от САЩ южновиетнамски командоси под контрола на Специалните операционни сили на САЩ, наречени „Група за военна помощ, виетнамски изследвания и наблюдения“ (Military Assistance Command, Vietnam Studies and Observations Group).

## Приемане на резолюцията
След по-малко от 9 часа обсъждане в комисията и пленарни дискусии Когресът гласува на 10 август 1964 г. съвместна резолюция, разрешаваща на Президента „да предприеме всички необходими стъпки, включително употребата на въоръжена сила, за подкрепа на страните членки по Договора за взаимопомощ и защита в Югоизточна Азия в защита на свободата им“. Някои сенатори изразяват опасения относно мярката, но в крайна сметка само демократите Уейн Морз от Орегон и Ърнест Грюнинг от Аляска гласуват против. Сенатор Морз предупреждава: „Вярвам, че тази резолюция ще бъде историческа грешка.“

## Отхвърляне на Резолюцията
Към 1967 г. основанията за въвличането на САЩ във войната във Виетнам се скрутинират основно. С нарастване на антивоенните движения и демонстрациите срещу войната критици на администрацията оценяват действието на Конгреса като равносилно на подписване на празен чек. Разследването, проведено от Сенатската комисия по външните работи, разкрива, че „Мадокс“' е бил на електронно разузнаване за събиране на информация край бреговете на Северен Виетнам. Също така се разкрива, че американският Военноморски комуникационен център, намиращ се на Филипините, преразглеждайки корабните съобщения, поставя под въпрос дали изобщо е имало втора атака. Администрацията на президента Ричард Никсън, встъпила в длъжност през януари 1969 г., първоначално се обявява против отхвърляне на резолюцията, предупреждавайки за „...последици за Югоизточна Азия, които излизат извън рамките на войната във Виетнам...“ През 1970 г. администрацията започва да променя своята позиция. Тяхната позиция става, че правото за провеждане на операциите в Югоизточна Азия се основава не на резолюцията, но е конституционно упражняване на властта на президента, като главнокомандващ американските въоръжени сили, в предприемане на необходимите стъпки за защита на американски войски в хода на тяхното оттегляне.
САЩ започват постепенно оттегляне на войските си от Виетнам през 1969 г. по сила на политиката, наричана „виетнамизация“. Общественото мнение срещу войната в крайна сметка довежда до отхвърляне на резолюцията, което е прикачено към друг закон – PL 91 – 672, подписан от Никсън през януари 1971 г.В търсене възстановяване на ограниченията върху президентската власт да използва военна сила без формално обявяване на война Конгресът приема през 1973 г., преодолявайки ветото на Никсън, Резолюция за военните правомощия, която е все още в сила и отправя някои изисквания към Президента да се консултира с Конгреса по отношение на решения за ангажиране на Американските въоръжени сили във военни действия или предстоящи вражди.